# Kosovo op de Olympische Winterspelen 2018
Kosovo was een van de deelnemende landen aan de Olympische Winterspelen 2018 in Pyeongchang, Zuid-Korea.
Bij de eerste deelname van het land aan de Winterspelen, direct volgend op het debuut op de Zomerspelen in 2016, nam een deelnemer deel. Alpineskiër Albin Tahiri, ook de vlaggendrager bij de openingsceremonie, kwam uit op vijf onderdelen.

## Deelnemers en resultaten
(m) = mannen 

### Alpineskiën
Mannen
| Olympiër     | Onderdeel        | Resultaat | Prestatie                                                            |
| ------------ | ---------------- | --------- | -------------------------------------------------------------------- |
| Albin Tahiri | combinatie (m)   | 37e       | afdaling: 1.23,84 (55e) slalom: 59,56 (36e) totaal: 2.23,40 (+16,88) |
| Albin Tahiri | afdaling (m)     | 50e       | 1.48,81 (+8,56)                                                      |
| Albin Tahiri | reuzenslalom (m) | 56e       | 1e run: 1.19,49 (65e) 2e run: 1.17,98 (55e) totaal: 2.37,47 (+19,43) |
| Albin Tahiri | slalom (m)       | 39e       | 1e run: 1.00,80 (48e) 2e run: 1.02,13 (39e) totaal: 2.02,93 (+23,94) |
| Albin Tahiri | super g (m)      | 47e       | 1.32,74 (+8,30)                                                      |